# Laudo Eduardo VII
O Laudo Eduardo VII ou laudo fronteiriço de 1902 foi uma arbitragem do Reino Unido que estabeleceu as atuais fronteiras entre Argentina e Chile, no norte e centro da Patagônia, entre as latitudes 40° e 52°S, como uma interpretação do tratado de fronteiras de 1881.
Como resultado da arbitragem, alguns lagos patagônicos foram divididos por uma fronteira natural, como o Lago O'Higgins/San Martín. Além disso, foi realizado um referendo em um vale habitado por colonos galeses, que resultou favoravelmente a Argentina, no setor montanhoso da atual província de Chubut. Os limites propostos na arbitragem foram um compromisso entre as disputadas preferências de fronteira dos dois governos, que não seguiram estritamente o alinhamento dos picos mais altos, nem a divisória de águas, e foi publicada em nome do rei Eduardo VII do Reino Unido em 20 de novembro de 1902.